# 香西少輔
香西 少輔（こうざい しょうすけ）は、江戸末期の兵法家、軍術家。香西少輔成美。筑前黒田藩に仕える。祖先は香西成資。長崎海軍伝習所に学び、藩の軍術方を務める。慶應4年(1868年)閏4月、玄界島へ流罪。
長崎海軍伝習所に学んだことは塾頭を務めた勝海舟の著書『海軍歴史』に福岡藩伝習生として記述されている。福岡側においては、安政4年閏5月24日に長崎海軍伝習所への香西少輔の派遣を決定している。
その当時、納戸組支配の軍学者330石。慶應4年(1868年)4月4日、筑前藩は戊辰戦役に勤王側で出兵していたにもかかわらず太政官から「乙丑の獄」（勤王派弾圧事件）の責任者を処分せよとの指示があり、浦上数馬（蕉雨）、野村東馬、久野将監ら重役が切腹を申しつけられる中、香西少輔らは流罪となった。